# (10335) 1991 PG9
A (10335) 1991 PG9 a Naprendszer kisbolygóövében található aszteroida. Eleanor F. Helin fedezte fel 1991. augusztus 15-én.

## Kapcsolódó szócikk
- Kisbolygók listája (10001–10500)